# هراچیک یغیازاریان
هراچیک داویتی یغیازاریان (ارمنی: Հրաչիկ Դավիթի Եղիազարյան؛ زادهٔ ۵ فوریهٔ ۱۹۴۴) یک  سیاستمدار اهل ارمنستان است که از تاریخ ۱۹۹۰ تا تاریخ ۱۹۹۵ سمت نمایندگی دوره اول شورای عالی جمهوری ارمنستان را برعهده داشت.

## زندگی‌نامه
در ۵ فوریهٔ ۱۹۴۴ در ارمنستان به دنیا آمد . 